# Akeem García
Akeem García (Chaguanas, 9 novembre 1996) è un calciatore trinidadiano, attaccante svincolato.

## Carriera

### Club
Ha giocato nella massima serie canadese.

### Nazionale
Nel 2015 ha preso parte al Mondiale Under-20 con la nazionale trinidadiana Under-20; nello stesso anno ha anche esordito in nazionale maggiore.

## Statistiche

### Cronologia presenze e reti in nazionale
| Cronologia completa delle presenze e delle reti in nazionale ― Trinidad e Tobago | Cronologia completa delle presenze e delle reti in nazionale ― Trinidad e Tobago | Cronologia completa delle presenze e delle reti in nazionale ― Trinidad e Tobago | Cronologia completa delle presenze e delle reti in nazionale ― Trinidad e Tobago | Cronologia completa delle presenze e delle reti in nazionale ― Trinidad e Tobago | Cronologia completa delle presenze e delle reti in nazionale ― Trinidad e Tobago | Cronologia completa delle presenze e delle reti in nazionale ― Trinidad e Tobago | Cronologia completa delle presenze e delle reti in nazionale ― Trinidad e Tobago |
| Data                                                                             | Città                                                                            | In casa                                                                          | Risultato                                                                        | Ospiti                                                                           | Competizione                                                                     | Reti                                                                             | Note                                                                             |
| -------------------------------------------------------------------------------- | -------------------------------------------------------------------------------- | -------------------------------------------------------------------------------- | -------------------------------------------------------------------------------- | -------------------------------------------------------------------------------- | -------------------------------------------------------------------------------- | -------------------------------------------------------------------------------- | -------------------------------------------------------------------------------- |
| 27-3-2015                                                                        | Couva                                                                            | Trinidad e Tobago                                                                | 0 – 1                                                                            | Panama                                                                           | Amichevole                                                                       | -                                                                                | 64’ 65’                                                                          |
| 10-10-2019                                                                       | Port of Spain                                                                    | Trinidad e Tobago                                                                | 0 – 2                                                                            | Honduras                                                                         | CONCACAF Nations League 2019-2020 - Fase a gironi                                | -                                                                                | 63’                                                                              |
| 14-10-2019                                                                       | Caracas                                                                          | Venezuela                                                                        | 2 – 0                                                                            | Trinidad e Tobago                                                                | Amichevole                                                                       | -                                                                                | 65’                                                                              |
| Totale                                                                           |                                                                                  | Presenze                                                                         | 3                                                                                |                                                                                  | Reti                                                                             | 0                                                                                |                                                                                  |